# Република Македонија на Европском првенству у атлетици у дворани 2017.
Република Македонија је учествовала на 34. Европском првенству у дворани 2017. одржаном у Београду, Србија, од 3. до 5. марта. Ово је девет0 Европско првенство у дворани од 1994. године од када Македонија учествује самостално под овим именом.
Репрезентацију Македоније представљало је двоје спортиста (1 мушкарац и 1 жена) који су се такмичили у 2 дисциплине (1 мушка и 1 женска).
Представници Македоније нису освојили ниједну медаљу, постигнут је само један најбољи лични резултат сезоне.

## Учесници
| Бр. | Дисциплина | Мушкарци      | Жене            | Укупно |
| --- | ---------- | ------------- | --------------- | ------ |
| 1   | 60 м       | Сашко Голубић |                 | 1      |
| 2   | Скок удаљ  |               | Мартина Мироска | 1      |
|     | Укупно (2) | 1             | 1               | 2      |

## Резултати

### Мушкарци
| Атлетичар     | Дисциплина | Лични рекорд | Квалификације | Квалификације | Полуфинале           | Полуфинале           | Финале               | Финале  | Детаљи |
| Атлетичар     | Дисциплина | Лични рекорд | Резултат      | Место         | Резултат             | Место                | Резултат             | Место   | Детаљи |
| ------------- | ---------- | ------------ | ------------- | ------------- | -------------------- | -------------------- | -------------------- | ------- | ------ |
| Сашко Голубић | 60 м       | 6,95         | 7,07          | 7. у гр. 2    | Није се квалификовао | Није се квалификовао | Није се квалификовао | 24 / 26 |        |

### Жене
| Атлетичарka     | Дисциплина | Лични рекорд | Квалификације | Квалификације | Полуфинале | Полуфинале | Финале                | Финале  | Детаљи |
| Атлетичарka     | Дисциплина | Лични рекорд | Резултат      | Место         | Резултат   | Место      | Резултат              | Место   | Детаљи |
| --------------- | ---------- | ------------ | ------------- | ------------- | ---------- | ---------- | --------------------- | ------- | ------ |
| Мартина Нироска | Скок удаљ  | 5,61         | 5,58          | 17.           |            |            | Није се квалификовала | 17 / 17 |        |